# Истински лъжи (сериал)
„Истински лъжи“ (на английски: True Lies) е американски екшън сериал по идея на Мат Никс.
Базиран е на филма „Истински лъжи“ от 1994 г. на Джеймс Камерън, в който е адаптация на френския филм La Totale! през 1991 г. от Клод Зиди, Саймън Микаел и Дидиер Каминка. Премиерата на сериала е излъчена на 1 март 2023 г. и свършва на 17 май по CBS заради ниски рейтинги.

## Актьорски състав
- Стив Хауи – Хари Таскър
- Джинджър Гонзага – Хелън Таскър
- Майк О'Горман – Лутър Тенет
- Ерика Ернандез – Мария Руиз
- Анабела Дидион – Дейна Таскър
- Лукас Джей – Джейк Таскър
- Омар Милър – Албърт Гибсън младши

## В България
В България сериалът започва излъчване по Стар Ченъл на 4 октомври 2023 г. с разписание всяка сряда от 22:00 ч. Дублажът е на Доли Медия Студио и екипът се състои от:
| Преводач            | Тереза Петрова                                                      |
| Тонрежисьор         | Мартин Николов                                                      |
| Режисьор на дублажа | Антонина Иванова                                                    |
| Озвучаващи артисти  | Татяна Захова Таня Димитрова Илиян Пенев Камен Асенов Виктор Иванов |